# Atotonilco (Sonora)
Atotonilco es una hacienda del municipio de Bácum ubicada en el sur del estado mexicano de Sonora en la zona del valle del Yaqui y cercana a la afluencia del río Yaqui. La hacienda es la séptima localidad más habitada del municipio, ya que según los datos del Censo de Población y Vivienda realizado en 2020 por el Instituto Nacional de Estadística y Geografía (INEGI), Atotonilco tiene un total de 538 habitantes.
Su mayor actividad económica es la agricultura, la cual fue el motivo de su fundación como asentamiento en los años 1920, siendo el campo agrícola número 101 de esa zona y nombrándosele primeramente así, pero en 1950 se le dio el nombre actual, Atotonilco.

## Geografía
Atotonilco se ubica sobre las coordenadas geográficas 27°18'24" de latitud norte y 110°10'17" de longitud oeste del meridiano de Greenwich, a una elevación media de 9 metros sobre el nivel del mar. El pueblo está asentado sobre las zonas planas del valle del Yaqui. Su zona habitada cubre un área de 0.53 kilómetros cuadrados.

## Demografía

### Instituciones educativas
En 2005 se tenían 3 centros educativos registrados en este pueblo:
- El jardín de niños "Ignacio López Rayón", de carácter público administrados por el gobierno federal;[7]
- La escuela primaria "Aquiles Serdán", pública federal;[8][9]
- La telesecundaria #21, pública estatal.[10][9]

### Población histórica
Evolución de la cantidad de habitantes desde el evento censal del año 1930:
| Año           | 1930 | 1940 | 1950 | 1960 | 1970 | 1980 | 1990 | 1995 | 2000 | 2005 | 2010 | 2020 |
| Población     | 20   | 23   | 499  | 671  | 692  | 786  | 679  | 681  | 657  | 601  | 616  | 538  |
| Fuente: INEGI |      |      |      |      |      |      |      |      |      |      |      |      |

## Gobierno
Véase también: Gobierno del Municipio de Bácum
Atotonilco es una de las 194 localidades que conforman el Municipio de Bácum, y su sede de gobierno se encuentra en la cabecera municipal, en el pueblo de Bácum. La hacienda tiene la categoría de comisaría municipal, lo cual le permite tener a un residente con la función de comisario, elegido por gobierno municipal en turno.